# Kim Batten
Pour les articles homonymes, voir Batten.
Kimberley J. « Kim » Batten, née le 29 mars 1969 à McRae en Géorgie, est une athlète américaine, spécialiste du 400 m haies. Championne du monde en 1995, et vice-championne olympique en 1996, elle détient le record du monde de la spécialité de 1995 à 2003.

## Biographie
Elle s'adjuge son premier titre national en 1991, le premier d'une série de six (1991, 1994, 1995, 1996, 1997 et 1998). En 1995, à Göteborg, elle remporte les Championnats du monde et bat le record du monde en 52 s 61, améliorant de 13/100e l'ancienne meilleure marque mondiale détenue depuis 1993 par la Britannique Sally Gunnell. Tonja Buford-Bailey, deuxième en 52 s 62, et Deon Hemmings, troisième en 53 s 48, complètent le podium. Cette même année, l'Américaine remporte le titre des Jeux panaméricains, à Mar del Plata, en Argentine, dans le temps de 54 s 74.
Aux Jeux olympiques d'été de 1996, elle termine deuxième, laissant le titre à Deon Hemmings. Aux championnats du monde de 1997, à Athènes, elle remporte la médaille de bronze, derrière Nezha Bidouane et Deon Hemmings.
Blessée, elle doit faire l'impasse sur la saison 1999. Elle met un terme à sa carrière d'athlète à l'issue de la saison 2001.
Elle est élue au Temple de la renommée de l'athlétisme des États-Unis en 2012.

## Palmarès
| Date | Compétition           | Lieu          | Résultat | Épreuve     | Temps   |
| ---- | --------------------- | ------------- | -------- | ----------- | ------- |
| 1991 | Championnats du monde | Tokyo         | 5e       | 400 m haies |         |
| 1993 | Championnats du monde | Stuttgart     | 4e       | 400 m haies |         |
| 1996 | Jeux olympiques       | Atlanta       | 2e       | 400 m haies | 53 s 08 |
| 1995 | Jeux panaméricains    | Mar del Plata | 1re      | 400 m haies | 54 s 74 |
| 1995 | Championnats du monde | Göteborg      | 1re      | 400 m haies | 52 s 61 |
| 1995 | Finale mondiale       | Monaco        | 1re      | 400 m haies | 53 s 49 |
| 1997 | Championnats du monde | Athènes       | 3e       | 400 m haies |         |
| 1997 | Championnats du monde | Athènes       | 2e       | 4 × 400 m   |         |

### Records
- Record du monde du 400 m haies en 52 s 61 le 11 août 1995 à Göteborg (amélioration du record de Sally Gunnell, sera battu par Yuliya Pechonkina le 8 août 2003)